# Hålogaland

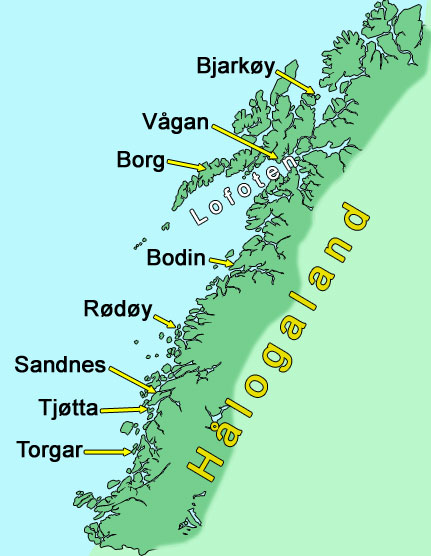
Mapa de Hålogaland y sus principales asentamientos hacia el año 1000.

Hålogaland (en nórdico antiguo: La tierra de las llamas altas, en referencia a la aurora boreal) fue el nombre que se dio hasta la Edad Media a la región de la actual Noruega situada al norte de Trøndelag, correspondiente a las actuales provincias de Nordland y Troms. Antes de la introducción del cristianismo en Noruega, Hålogaland fue un reino independiente, limítrofe al sur con el reino de Namdalen y norte con Lyngen. Estos tres reinos estaban habitados por población nórdica, a diferencia de Finnmark, poblada por samis.

## Historia
Jordanes mencionó en su obra Getica que Hålogaland estuvo habitada por la tribu de los hálogi (también llamados Adogit, posiblemente una forma primitiva del mismo nombre) y que compartían territorio con otras tribus como los screrefennae que se identifica con los sami, un grupo cazador fino-ugro.Los hálogi gradualmente se fueron desplazando hacia la costa y formaron el grupo tribal de los háleygir que a partir de los siglos VII y VIII comenzaron a tener cierta importancia política.
La Noruega de la Era Vikinga estuvo dividida en pequeños reinos independientes gobernados por caudillos que gobernaban los territorios, competían por la supremacía en el mar e influencia política, y buscaban alianzas o el control sobre otras familias reales, bien de forma voluntaria o forzadas. Estas circunstancias provocaron periodos turbulentos y vidas heroicas como se recoge en la saga Heimskringla del escaldo islandés Snorri Sturluson en el siglo XIII, especialmente en la saga Ynglinga y Háleygjatal. 
La saga Heimskringla menciona a los gobernantes de los territorios noruegos como konungr (o rey), en Agder, Alvheim, Hedmark, Hordaland, Nordmøre, Romsdal, Rogaland, Romerike, Sogn, Solør, Sunnmøre, Trøndelag, Vestfold y Viken. En el caso de Hålogaland, el título del gobernante era jarl (equivalente a conde), entre los que resaltaban los Jarls de Lade en Trondheim, de gran influencia política y militar.